# PINK (鳥山明の漫画)
『PINK』（ピンク）は、鳥山明による日本の読み切り少年漫画作品。副題は「THE RAIN JACK STORY」。『Pink みずドロボウあめドロボウ』のタイトルで劇場アニメ化された。

## 概要
『フレッシュジャンプ』（集英社）1982年12月号に掲載された読切作品。『鳥山明○作劇場』VOL.2に収録されている。鳥山が本来苦手とする恋愛要素がストーリーに組み込まれている。
鳥山によると女の子を描くことにあまり抵抗のなくなった時期の作品であり、ピンクの女の子らしい部分を試しに描きたかったと話している。

## ストーリー
1年も雨も降らない砂漠の町で水不足の中、フロート・バイクを操る少女ピンクが、水を売って儲けるシルバー・カンパニーから水を強奪。通報を受けた保安官コバルト・ブルーは捜査を行う中ピンクと出会い、ピンクを追った先でシルバー・カンパニーが水を豊富に持つ理由が明かされる。

## 登場人物
ピンク
主人公の女の子。両親は2年前に死亡しており、仲間たちとともに荒野の一軒家に住んでいる。明るく素直な性格だが、銃やフロート・バイクの取り扱いに長けている。お風呂が大好きで気絶光線銃を武器にシルバー・カンパニーから水を盗んでいる。保安官のコバルト・ブルーに憧れている。
アニメでは幼女に変更され、無邪気な部分が強調された。

コバルト・ブルー
保安官。サングラスをかけている青年。安月給。水不足の中、水を大量に保有するシルバーを不審に感じているが、ピンクの正体に後から気付くなど抜けている一面もある。
アニメでは眼鏡をかけた好青年風のキャラクターに変更されている。ピンクの亡くなった父親に似ているらしく、あこがれる理由が明確になっている。また、格闘能力にも非常に長けていることが追加された。最後に親のいないピンクを引き取る決意をする。

ブラック
ピンクの仲間。トカゲのような生き物。のんびり屋。原作ではシルバー・カンパニーに行かず、家に来たブルーにピンクの行き先をバラしたが、アニメでは同行し用心棒たちに立ち向かう。

ホワイト
ピンクの仲間。情報収集や偵察を得意とするロボットで、人間のような手足はなく飛行する。ブルーの写真を撮影した。

レッド
アニメオリジナルキャラクター。ピンクの仲間。ボディはポリタンク（見た目ホワイトと同じく小型犬ほどの大きさだが、浴槽を満たせるだけの水が入る）、アンテナ部分にリボンを着けている。自分の意志は持っているが、機械語でしか話せない。

カミナリゴロ助（）
カミナリさまの子供。シルバーに攫われ、シルバー・カンパニー内の貯水池で水を作らされていた。最後は解放され、大張りきりで大雨を降らせる。

シルバー
悪徳企業シルバー・カンパニーの社長。鋭い眼と巨大な牙を持った爬虫類型の生物で、ギャングのボスのような風貌をしている（手下たちも含めて爬虫類）。ゴロ助を攫い、水を無理矢理作らせて大儲けしていた。原作では侍（素浪人）風の用心棒を雇っているが、アニメでは以下の3人を雇っている。

グレイ
アニメオリジナルキャラクター。シルバーの用心棒の殺し屋。エリマキトカゲ型のモンスター。下品な声で笑い、語尾に「〜だぎゃ」と付く。エリマキ・カッターやトサカ、シッポのブーメラン（本人いわく「切れると再生に2年かかる」）が武器。地下水道でピンクたちと戦うが、武器を全て失い、逃走する。

レインボー
アニメオリジナルキャラクター。シルバーの用心棒の殺し屋。カメレオン型のモンスター。保護色と伸びる舌が武器。ピンクを追い込むが、両目を水の瓶の蓋で塞がれ、舌を銃で撃たれて麻痺したところを瓶詰用のベルトコンベアーに巻き込まれ瓶の中に閉じ込められてしまう。

パープル山本（）
アニメオリジナルキャラクター。シルバーの用心棒の中でも特に腕の立つ殺し屋。剣豪であり、刀を持ってピンクを追い詰めるが、駆けつけたブルーにより敗れる。それでふらふらになった際、偶然ゴロ助の監禁場所の扉を開けてしまう。

## 劇場アニメ
1990年7月7日に公開された夏休みの東映アニメフェア「鳥山明THE WORLD」として三本立てで上映されたうちの一本。『Pink みずドロボウあめドロボウ』に改題された。同時上映作は『ドラゴンボールZ 地球まるごと超決戦』『剣之介さま』。上映時間31分。
ピンク、ブルー、ゴロ助のデザインが、監督およびキャラクターデザインを担当した芦田豊雄の手により変更されている。芦田は美少女アクションものはよくあるので、原作では16 - 17歳くらいの少女だったピンクを幼児に変更したが、そのことを鳥山に伝える前に鳥山からもピンクを小さくしたキャラクター設定が届けられ、互いに同じことを考えていたと述懐している。
音楽の池毅は本作で初めて全ての劇伴を手掛けた。

### 声の出演
- ピンク - 増田未亜
- コバルト・ブルー - 難波圭一
- ホワイト - 杉山佳寿子
- ブラック - 山本圭子
- レッド - 金丸日向子
- カミナリ坊や - 深雪さなえ
- パープル山本 - 柴田秀勝
- レインボー - 郷里大輔
- グレイ - 大森章督
- シルバーの部下A - 堀之紀
- シルバーの部下B - 佐藤正治
- シルバーの部下C - 平野正人
- シルバーの部下D - 真地勇志
- シルバー - 高木均

### スタッフ
- 製作総指揮 - 今田智憲、小島民雄
- 原作 - 鳥山明
- 企画 - 森下孝三、清水賢治、週刊少年ジャンプ
- 製作担当 - 小塚憲夫、岸本松司
- 脚本 - 松井亜弥
- 音楽 - 池毅
- 撮影監督 - 吉田光伸
- 編集 - 吉川泰弘
- 録音 - 蔵本貞司
- 美術監督 - 坂本信人
- 作画監督 - 芦田豊雄
- 監督 - 芦田豊雄
- 作画監督補佐 - 神志那弘志
- 原画 - 下坂英男、神志那弘志、松本明子、他
- 宣伝協力 - フジテレビ

### 主題歌
- エンディングテーマ「水玉のアンブレラ」
- イメージソング「おとめはミステリー」

共に歌 - 増田未亜、作詞 - 谷穂ちろる、作曲 - 池毅、編曲 - 山本健司

### ソフト化
1991年3月8日に、東映ビデオよりビデオが発売されている。

## 関連書籍
- ジャンプ・アニメコミックス PINK-ピンク-/剣之介さま - 集英社、1994年5月24日、ISBN 4-8342-1193-2